# برونو فالديز
برونو أميلكار فالديز  (بالإسبانية: Bruno Amílcar Valdez)‏ مواليد 6 أكتوبر 1992م هو لاعب كرة قدم في باراغواي يلعب في المنتخب الوطني باراغواي . شارك منتخب بلاده في كوبا أمريكا 2015 المقامة في تشيلي .

## مسيرته الكروية
لعب برونو فالديز خلال مسيرته الاحترافية مع 3 أندية في أحد عشر موسمًا وسجل خلالها 22 هدفًا ضمن 266 مباراة. ولم يفز بأي موسم بالكأس وفاز في موسمين بالدوري.
خاض برونو فالديز مسيرته مع نادي سول دي أميريكا في موسم 2011 ليلعب معه أربعة مواسم، مشاركًا في 97 مباراة سجل خلالها 5 أهداف. ثم انتقل إلى نادي سيرو بورتينيو في موسم 2014 واستمر معه طيلة ثلاثة مواسم، حيث شارك في 60 مباراة سجل خلالها 4 أهداف. لينتقل بعدها إلى نادي أمريكا في موسم 2016–17 ليلعب معه أربعة مواسم، مشاركًا في 109 مباراة سجل خلالها 13 هدفًا.

## روابط خارجية
- برونو فالديز على موقع الاتحاد الدولي (مؤرشف)  (الإنجليزية)
- برونو فالديز على موقع قاعدة بيانات كرة القدم.إي يو (الإنجليزية)
- برونو فالديز على موقع ناشيونال فوتبول تيمز (الإنجليزية)
- برونو فالديز على موقع Soccerway.com (الإنجليزية)
- برونو فالديز على موقع كووورة
- برونو فالديز على موقع AS.com (الإسبانية)